# Miloševo (Negotin)
Miloševo (Kyrillisch: Милошево) ist ein Dorf in der Opština Negotin im Okrug Bor im Osten Serbiens. Es liegt drei Kilometer nördlich von Negotin. 

## Geographie

### Geographische Lage
Miloševo liegt in der Opština Negotin, einer der östlichsten Gemeinden Serbiens, im Okrug Bor in Zentralserbien. Das Dorf befindet sich im nördlichen Teil der Region Timočka Krajina und ist zwischen den Karpaten und der Donau gelegen. In Miloševo herrscht ein gemäßigtes kontinentales Klima mit den für Europa üblichen vier Jahreszeiten.

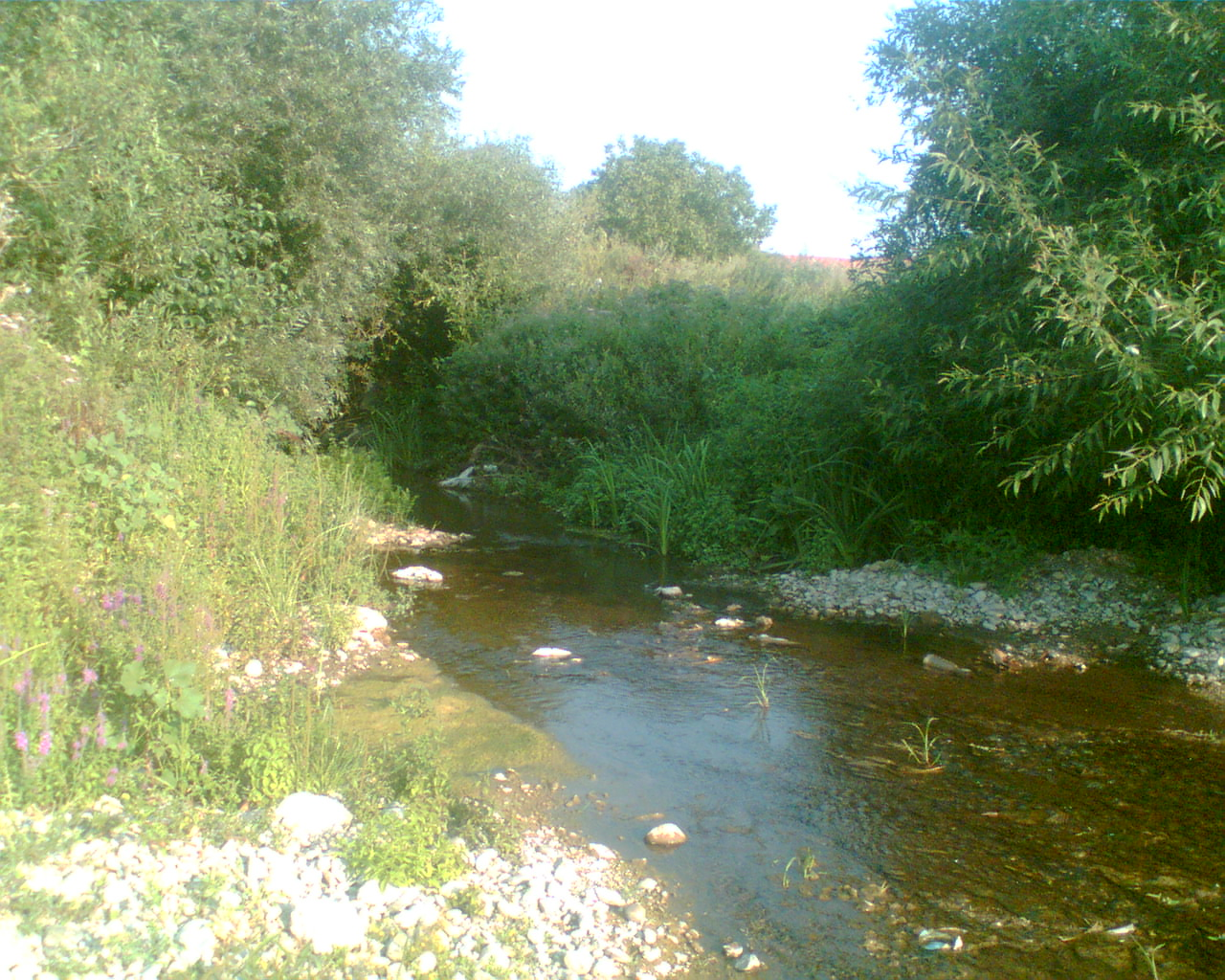
Die Jasenička Reka bei Miloševo

### Natur und Gewässer
Die Jasenička Reka begrenzt das Dorf im Norden, wobei nur das rechte Flussufer bebaut ist. Im weiteren Flussverlauf gibt es zwei Behelfsbrücken, um vorrangig landwirtschaftlichen Zugmaschinen eine Querungsmöglichkeit zu bieten. 

### Gliederung
Das Dorfzentrum liegt auf einer geringen Anhöhe und wird aufgrund dieser Lage von den Ortsbewohnern in Donjo Miloševo (dt. Unteres Miloševo) und Gornjo Miloševo (dt. Oberes Miloševo) gegliedert. Das Dorf ist eine Mischung aus Rundplatzdorf und Streusiedlung. In den letzten Jahrzehnten wurden die Merkmale einer Streusiedlung deutlicher.

### Nahe Städte und Dörfer
Miloševo liegt recht zentral in der Gemeinde Negotin. Weitere Dörfer und die gleichnamige Gemeindehauptstadt Negotin sind über Landstraßen erreichbar und befinden sich in unmittelbarer Umgebung.
| Dupljane 7 km | Dušanovac 4 km                              | Prahovo 8 km     |
| Vidrovac 3 km | Kompassrose, die auf Nachbargemeinden zeigt | Samarinovac 2 km |
| Jasenica 5 km | Negotin 3 km                                | Srbovo 7 km      |

## Geschichte und Namen

### Frühe Geschichte
Die frühe Geschichte von Miloševo ist eng mit jener des naheliegenden Klosters Koroglaš verbunden. Dieses wurde Anfang des 15. Jahrhunderts durch den walachischen Woiwoden Mircea cel Bătrân errichtet. Dieser war nach der Schlacht bei Rovine 1395 dem zurückziehenden osmanischen Heer und dem mit ihnen verbündeten serbischen Heer über die Donau in die Region Timočka Krajina gefolgt. Letzteres wurde von Marko Kraljević geführt, der über seine Mutter Anca, einer walachischen Adeligen, mit Mircea cel Bătrân verwandt war. Eine der letzten Schlachten soll in der Nähe des heutigen Miloševo stattgefunden haben. Zur Erinnerung an die gefallenen Christen und Marko Kraljević ließ Mircea cel Bătrân ein Kloster im spätbyzantinischen mittelalterlichen Stil der Morava-Schule errichten. Durch die gemeißelten grün-verzierten Lüftungsöffnungen in den Wänden kam es im Kloster bei starkem Wind zur Bildung von pfeifenden Geräuschen, welche namensgebend für das Kloster Koroglaš waren (Chor, rum. cor, und Stimme, rum. glaş). Das nahe Dorf war fortan als ebensolches bekannt.

### Osmanische Herrschaft und serbische Aufstände
Die erste urkundliche Erwähnung des Dorfes datiert auf das Jahr 1530 in osmanischen Aufzeichnungen der Region. In der osmanischen Volkszählung aus dem Jahr 1741 wurde das Dorf als Karye-i Groglaş (deutsche Übersetzung: Dorf Groglaş) bezeichnet. Damals hatte das Dorf 98 männliche Einwohner.
Das Dorf dürfte von serbischen Einwohnern Okruglac genannt worden sein, was auf eine Verballhornung der rumänischen Bezeichnung Koroglaš zurückgeht. Während des Ersten Serbischen Aufstands wurde das Dorf nicht an das serbische Staatsgebiet angeschlossen. Erst mit dem Zweiten Serbischen Aufstands kam das Dorf unter serbische Herrschaft, wobei es zum Ende des 19. Jahrhunderts seine serbische Bezeichnung Okruglac behielt und anschließend nach Miloš Obrenović in Miloševo umbenannt wurde. Der alte rumänische Name Koroglaš ist jedoch unter der lokalen rumänischen Bevölkerung (Walachen) bis heute erhalten geblieben. Die erste Volkszählung zur Zeit des Fürstentums Serbien aus dem Jahr 1834 führt (damals noch unter dem Namen Koroglaš) 48 Häuser, 137 männliche Einwohner (davon 40 im wehrfähigen Alter) und 133 weibliche Einwohner an.

### Zweiter Weltkrieg und Jugoslawien
Während des Zweiten Weltkrieges wurde das Dorf Bulgarien zugesprochen. Miloševo wurde von deutschen, italienischen, kroatischen und bulgarischen Einheiten besetzt. Im Zuge der Befreiung durch Titos Partisanen und die sowjetische Rote Armee wurden zahlreiche Gebäude beschädigt. Für die Gefallenen des Dorfes wurde nach Kriegsende ein Denkmal (serb. spomenik) errichtet.
Zur Zeit der Sozialistischen Föderativen Republik Jugoslawien wurde Miloševo 1954 an die öffentliche Stromversorgung angeschlossen. Die Versorgung erfolgte dabei über Freileitungen aus dem Mittelspannungsnetz, welches nach wie vor über die zentral gelegene Ortsnetzstation (in Turmbauweise) auf das Niederspannungsnetz transformiert und weiterverteilt wird. 1955 wurde das Kulturhaus (serb. dom kulture) erbaut, in welchem kulturelle Veranstaltungen und Folklore-Abende organisiert wurden. 1974 ist die örtliche Wasserversorgung in Betrieb genommen worden, wobei die Kanalisation zur Abwasserableitung nur teilweise realisiert wurde. Die Straßen wurden 1982 asphaltiert und das Dorf 1984 an das staatliche Telefonnetz angeschlossen.

### Gegenwart
Im Jahr 2008 wurden neue Schilder als Kennzeichnung für den Donauradweg angebracht. Dieses Unternehmen wurde von der Europäischen Union finanziert. In den Jahren 2011 bis 2015 erfolgte die Fertigstellung der Kanalisation und einer zentralen Abwassersammelanlage. Im Jahr 2022 erfolgte die Fertigstellung einer neuen Kirche in der Nähe zum Friedhof. Die Weihe erfolgte am 13. Mai 2022. Die Kirche ist Vasilije Ostroški, dem Wundertäter von Ostrog, gewidmet (serb. Hram Svetog Vasilija Ostroškog Čudotvorca).

## Einwohner
Nach zahlreichen Schwankungen im Laufe der Zeit nahm die Bevölkerungszahl nach den Jugoslawienkriegen stark ab, da zahlreiche Bewohner emigrierten, um im Ausland als „Gastarbeiter“ zu arbeiten. Gemäß der Volkszählung 2011 gab es 453 Einwohner.
Die weiteren Daten vergangener Volkszählungen belegen die Abwanderung und das Zurückgehen der Einwohnerzahl:
| 1834 | 1921 | 1948 | 1953 | 1961 | 1971 | 1981 | 1991 | 2002 | 2011 | 2022 |
| ---- | ---- | ---- | ---- | ---- | ---- | ---- | ---- | ---- | ---- | ---- |
| 270  | 692  | 790  | 800  | 775  | 813  | 903  | 913  | 517  | 453  | 316  |

## Kultur
Das im Jahr 1955 erbaute Kulturhaus (serb. dom kulture) ist ein markanter und beliebter Treffpunkt der Einwohner. In diesem werden kulturelle Veranstaltungen und insbesondere Folkore-Abende in unregelmäßigen Abständen organisiert.
Des Weiteren gibt es ein Denkmal (serb. spomenik) aus dem Zweiten Weltkrieg. Es soll an die Soldaten erinnern, die das Dorf im Kampf gegen die Faschisten verteidigt haben.

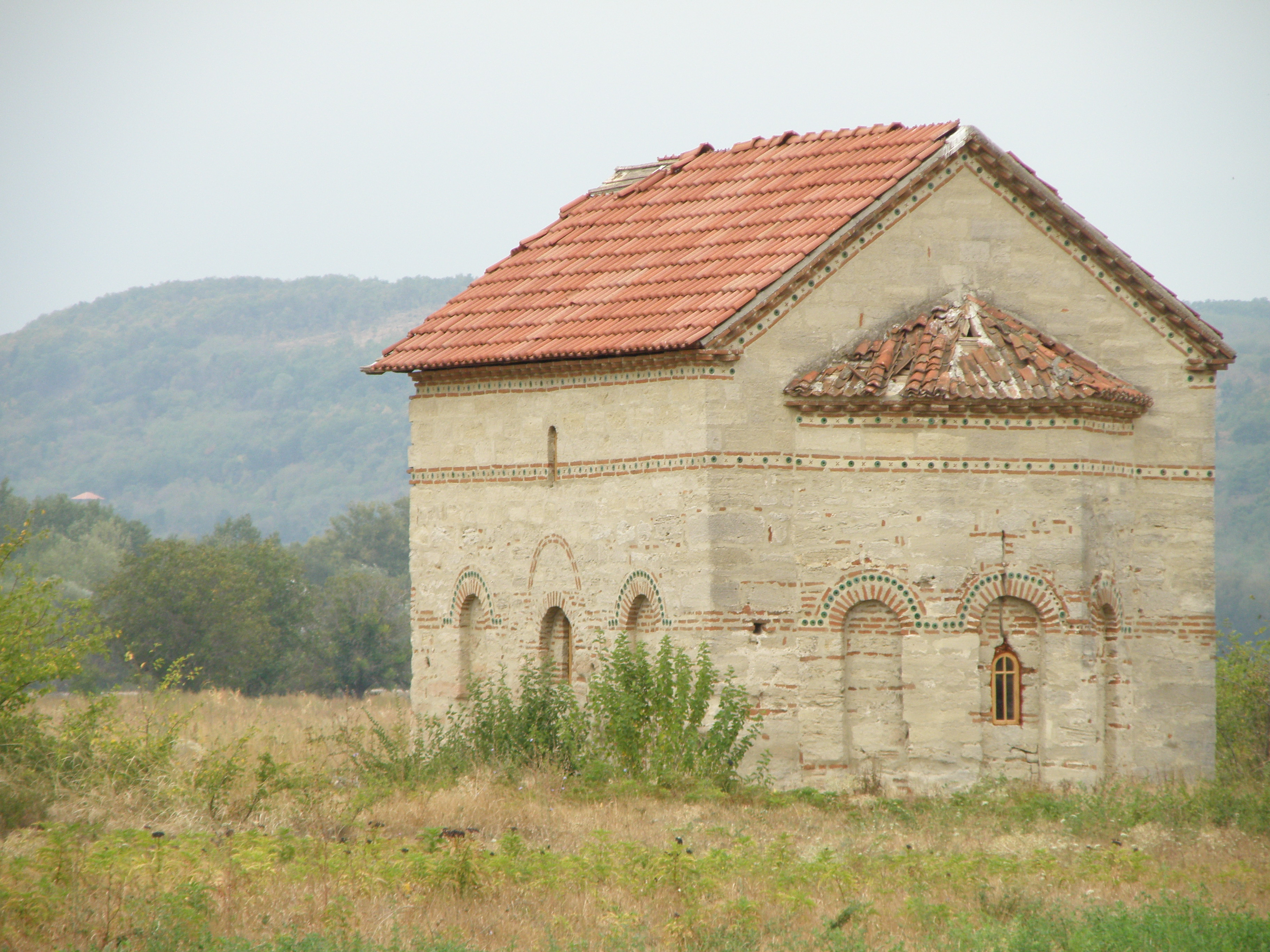
Die Kirche des Klosters Koroglaš, geweiht der Christi-Himmelfahrt

### Kloster Koroglaš
In der unmittelbaren Umgebung befindet sich das Kloster Koroglaš (serb. Manastir Koroglaš, rum. Mănăstirea Coroglași), auch bekannt als Markov Manastir. Dieses wurde im spätbyzantinischen Stil der Morava-Schule mit einem rechteckigen Grundriss und einer polygonalen Apsis errichtet. Es ähnelt in seiner Architektur und Gestaltung stark dem rumänischen Cotmeana-Kloster (rum. Mănăstirea Cotmeana) in der Walachei. Die Errichtung des Klosters geht auf den walachischen Woiwoden Mircea cel Bătrân zurück.
1975 und 1976 wurde die Klosterarchitektur teilweise revitalisiert. 1979 wurde das Kloster als Kulturdenkmal besonderer Wichtigkeit anerkannt und ist fortan durch die Republik Serbien geschützt.
Während jüngerer archäologischer Ausgrabungen wurde um das Kloster herum eine mittelalterliche Nekropole entdeckt, welche zahlreiche hochwertige Grabbeigaben aufweist. Die übrigen Gräber sind nur schlecht erhalten, teilweise stark verwittert und umgefallen. Aufgrund des jahrhundertelangen Zerfalls wurden die Freskenbilder praktisch zerstört. Lediglich Fragmente sind erhalten geblieben, welche Rückschlüsse auf die hohe Qualität der vergangenen Wandmalereien zulassen.
2005 sollte von der Föderation der serbischen Rumänen anlässlich des 610. Jahrestags der Schlacht von Rovine gemeinsam mit Mönchen der rumänisch-orthodoxen Kirche von Malajnica ein Gedenkgottesdienst für die in dieser Schlacht gefallenen Rumänen und Serbien abgehalten werden. Die serbische Polizei griff ein und verbot die Abhaltung des Gottesdienstes. Heute ist das Kloster verlassen, obwohl es teilweise renoviert wurde.

## Bildung
Im Dorf gibt es eine Grundschule, die im Jahre 1896 erbaut wurde und 1935 restauriert wurde. Die weiterführende schulische Ausbildung der Dorfjugend erfolgte in der benachbarten Stadt Negotin. Im Schuljahr 2006/2007 waren nur fünf Schüler in der Grundschule gemeldet, weshalb diese mit Schuljahresende 2007 geschlossen wurde.

## Sport

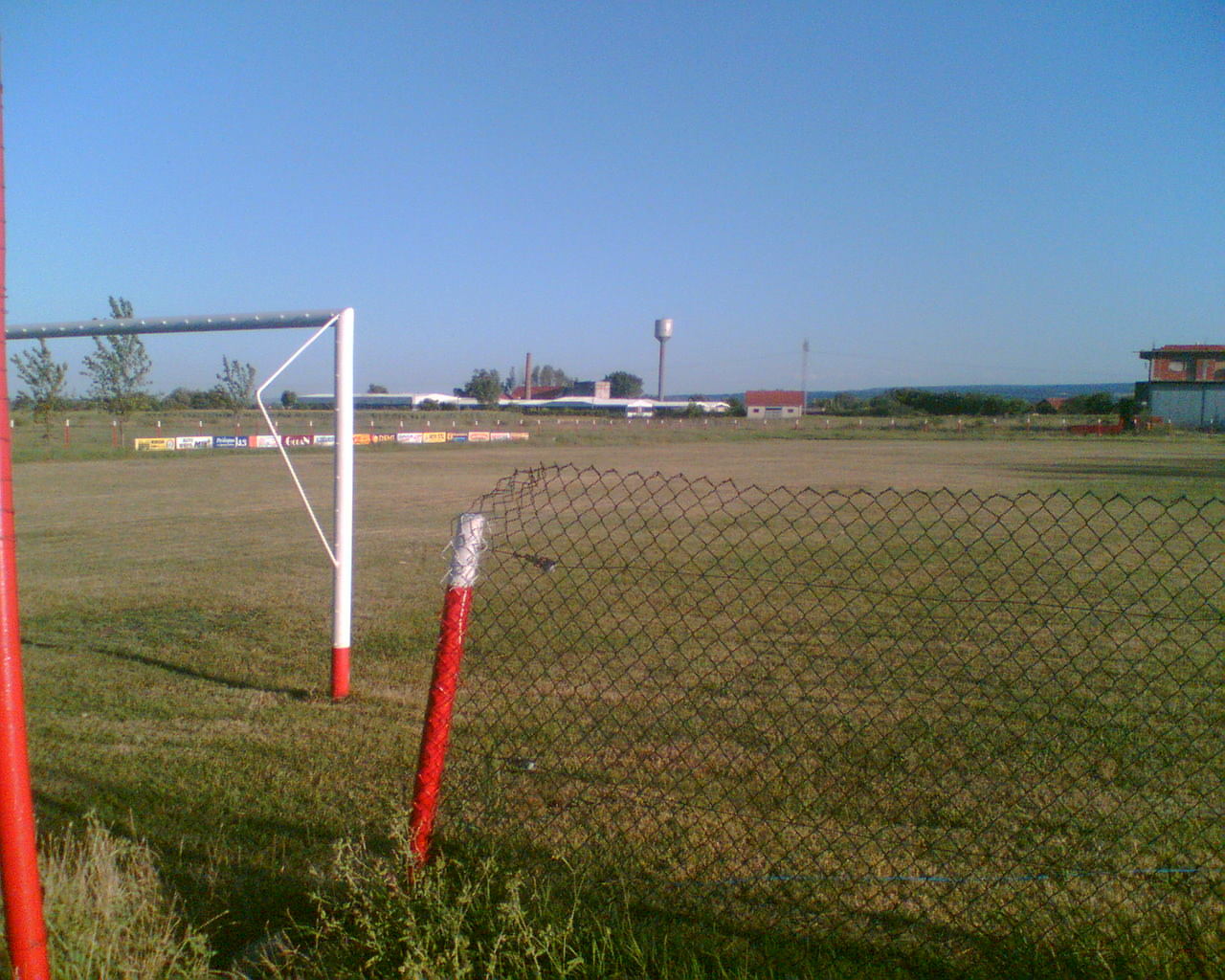
Das Stadion im Jahr 2008

Südlich des Dorfes befindet sich das „Stadion“ Miloševo. Es handelt sich dabei um einen Rasenplatz mit einer Tribüne mit drei Sitzreihen. Es ist der Heimplatz des in der Regionalliga spielenden Fußballvereines FK Miloševo, welcher 1947 gegründet wurde.

## Infrastruktur
Über die Hauptstraße Negotinska Ulica ist das Dorf an die Bundesstraße 35 (serb. Državni put 35) angeschlossen und damit von Negotin aus Süden kommend erreichbar. Diese Hauptstraße ist ein Abschnitt des serbischen Donauradweges und als solcher ein Teil der Eurovelo Route 6. Der Miloševski Put stellt als Landstraße eine weitere wichtige Verbindung zur Vorstadt Negotin (serb. Predgrađe Negotina) und dem Samarinovački Put dar, der in Richtung Samarinovac weiterführt.